# Kenji Komata
Kenji Komata (Niigata, 15 juli 1964) is een voormalig Japans voetballer.

## Carrière
Kenji Komata speelde tussen 1987 en 1998 voor Júbilo Iwata en Albirex Niigata.